# BK Chimki
BK Chimki (ryska: БК Химκи) är en rysk basketklubb från Chimki i Moskva oblast. Klubben bildades 1997.